# A sárkánykirály birodalma
A sárkánykirály birodalma az Éva-Neoton 1991-es hanglemeze. Akárcsak a Lehet egy kiskutyával több? (A 102-ik) című 1987-es album, ez is gyerekeknek szól.

## Dallista
1. Tájdal
2. Akadálydal
3. Királydal
4. Haldal
5. Félelemdal
6. Diadal
7. Ajándékdal
8. Végedal

## Megjelenések
| Ország       | Formátum | Sorszám    | Kiadó | Év   |
| ------------ | -------- | ---------- | ----- | ---- |
| Magyarország | LP       | SLPM 37573 | Mega  | 1991 |
| Magyarország | MC       | MK 37573   | Mega  | 1991 |